# Ivorá
Ivorá é um município brasileiro do estado do Rio Grande do Sul. De acordo com a estimativa do IBGE de 2019, o município possui uma população de 1.910 habitantes.

## História
O município de Ivorá foi fundado em 9 de maio de 1988, desmembrando-se do município de Júlio de Castilhos.
Entretanto, sua história começa em maio de 1883, quando José Manoel de Siqueira Couto, diretor da Colônia de Silveira Martins, iniciou a medição dos lotes coloniais que seriam destinados aos imigrantes italianos lá acampados.

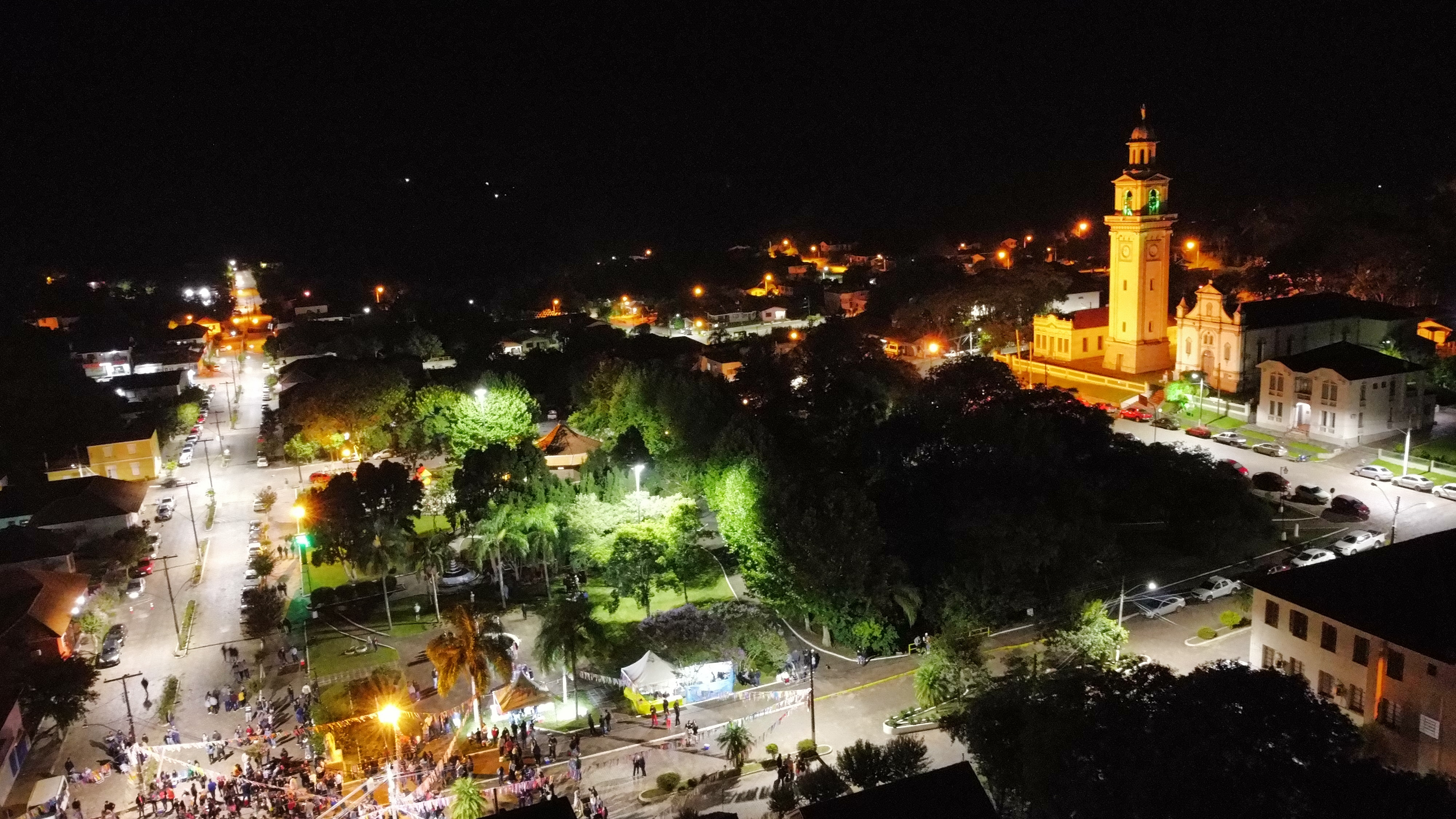
Praça central de Ivorá e Igreja Matriz

### Colonização Italiana
Os problemas políticos e econômicos enfrentados na Itália, associados à necessidade de mão de obra no Brasil, especialmente na segunda metade do século XIX, desencadearam um intenso processo de imigração de italianos para o Brasil. No estado do Rio Grande do Sul, os italianos começaram a chegar a partir de 1870, instalando-se em quatro colônias de imigração. As duas primeiras colônias surgiram em 1870 e foram denominadas Conde D'Eu e Dona Isabel, correspondendo hoje, respectivamente, aos municípios de Garibaldi e Bento Gonçalves. A terceira colônia, denominada Caxias, foi fundada em 1875, correspondendo hoje ao município de Caxias do Sul. A quarta colônia, denominada Silveira Martins, foi fundada em 1876 pelo Governo Imperial, sendo ocupada por imigrantes italianos a partir de 1877, correspondendo hoje a vários municípios da Quarta Colônia de Imigração Italiana, entre eles, o município de Ivorá.
O atual município de Ivorá foi colonizado a partir de 1883, por imigrantes oriundos das atuais regiões italianas do Veneto  e Friuli-Venezia-Giulia, recebendo inicialmente o nome de Núcleo Norte, por estar ao norte do núcleo da Colônia de Silveira Martins, hoje município de Silveira Martins.
Em 10 de maio de 1883, iniciou-se a medição dos lotes coloniais, sob o comando do Diretor da colônia de Silveira Martins, Dr. Manuel José de Siqueira Couto, e, em 25 de setembro de 1883, chegou a Núcleo Norte o primeiro colonizador italiano, Valentino Zancan, acompanhado de sua esposa, Osvalda Bortolot, e de seus quatro filhos, Antonio, Luigi Giacobbe, Giuseppe Osvaldo e Angelo Luigi.
Já em 1884, o diretor Dr. Manuel Couto, ordenou também a divisão dos lotes urbanos da sede da colônia denominada então São José de Núcleo Norte. Seus primeiros moradores foram os comerciantes Primo Dall’ Aglio e João Stroili, bem como as famílias de Daniel Morandini, Boaventura Gaspar Coderini e José Dall-Ross.
Após algum tempo, a comunidade de Núcleo Norte passou a ser denominada de Nova Údine, em homenagem à cidade italiana de Údine, terra de muitos colonizadores. Em 1 de janeiro de 1939, a comunidade de Nova Údine passou à categoria de Vila, com o nome de Ivorá, sugestão dada pelo Instituto Histórico e Geográfico do Estado do Rio Grande do Sul, devido à participação do Brasil na Segunda Guerra Mundial, lutando contra a Itália. Ivorá é uma palavra de origem indígena, que significa Rio da Praia Formosa.
Em 2018 o município aprovou a língua Talian como cooficial, junto com a língua portuguesa.

## Geografia
Localizado na Serra de São Martinho, a uma latitude 29º31'13" sul e a uma longitude 53º34'50" oeste, estando a uma altitude de 120 metros.
Ivorá se localiza na região central do Estado do Rio Grande do Sul, na região hoje denominada Quarta Colônia de Imigração Italiana, a qual compreende também os municípios de Silveira Martins (berço da colonização italiana nesta região), São João do Polêsine, Faxinal do Soturno, Dona Francisca, Nova Palma e Pinhal Grande.
A sede do município está localizada na Serra de São Martinho, na transição entre a depressão central (direção de Restinga Seca e Cachoeira do Sul) para o planalto (Júlio de Castilhos e Cruz Alta).

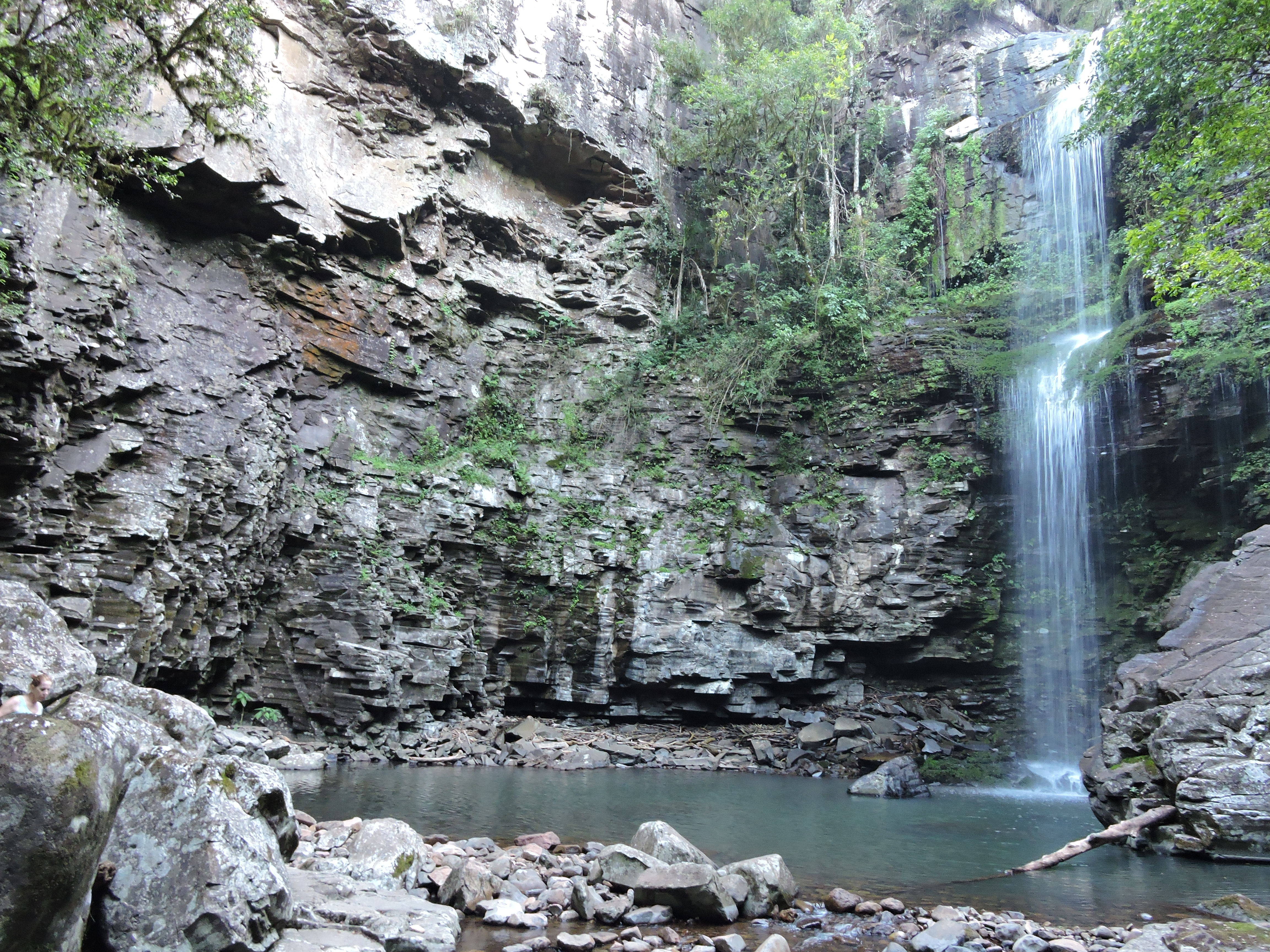
Cascata Queda Livre no interior do município de Ivorá

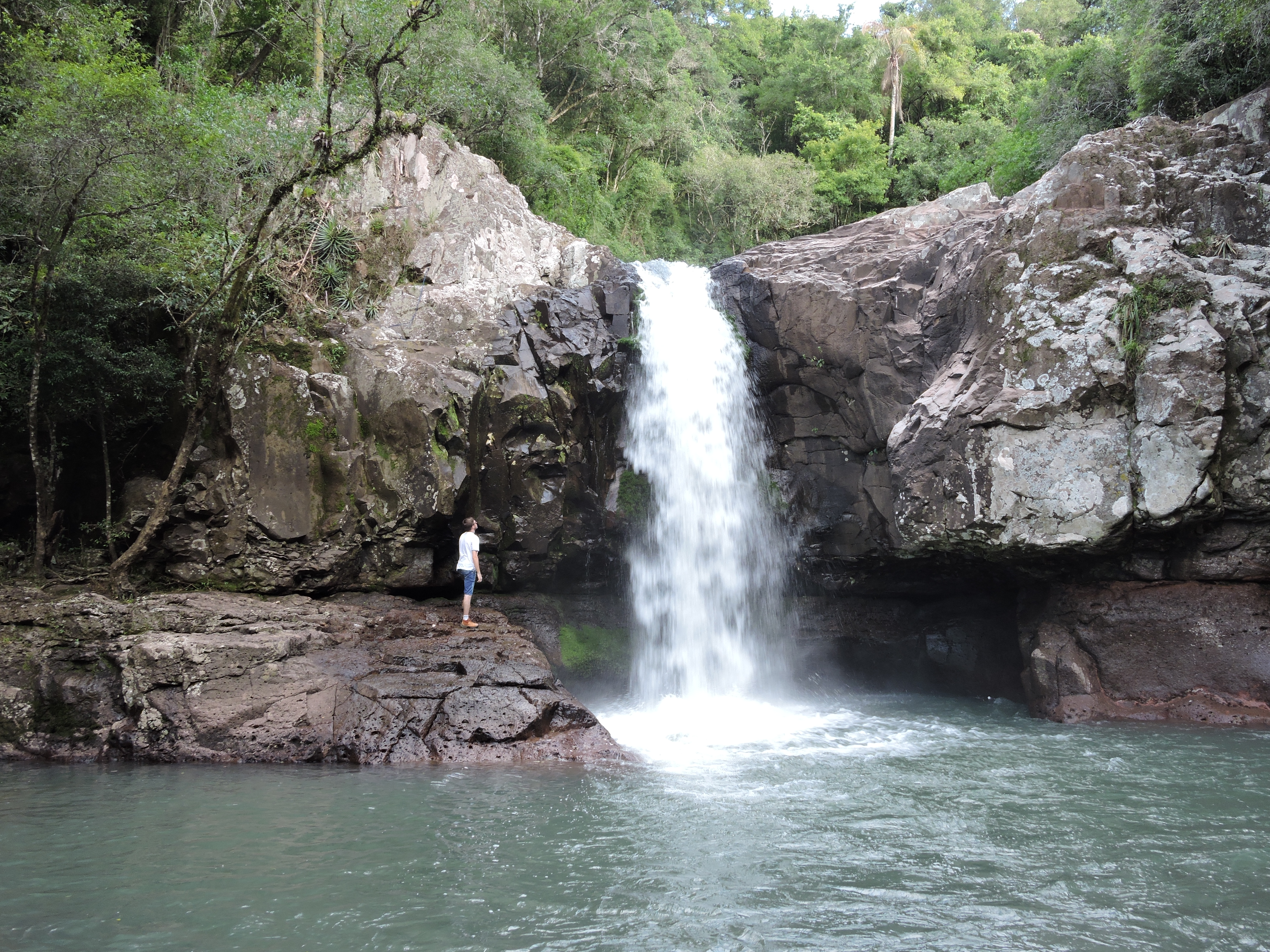
Cascata Cara de Índio no interior do município de Ivorá

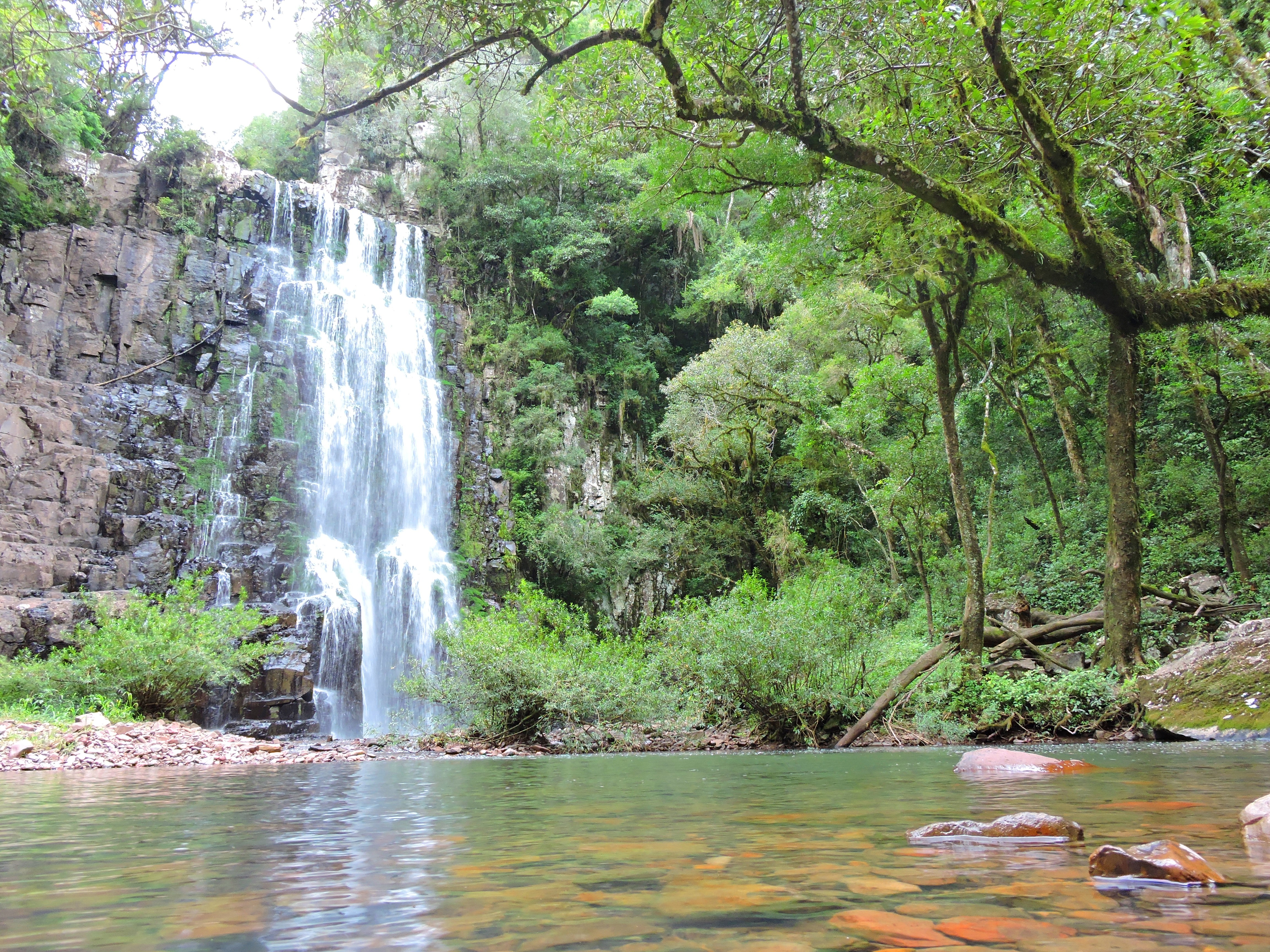
Cascata das Pedras Pretas na divisa dos municípios de Ivorá e Júlio de Castilhos

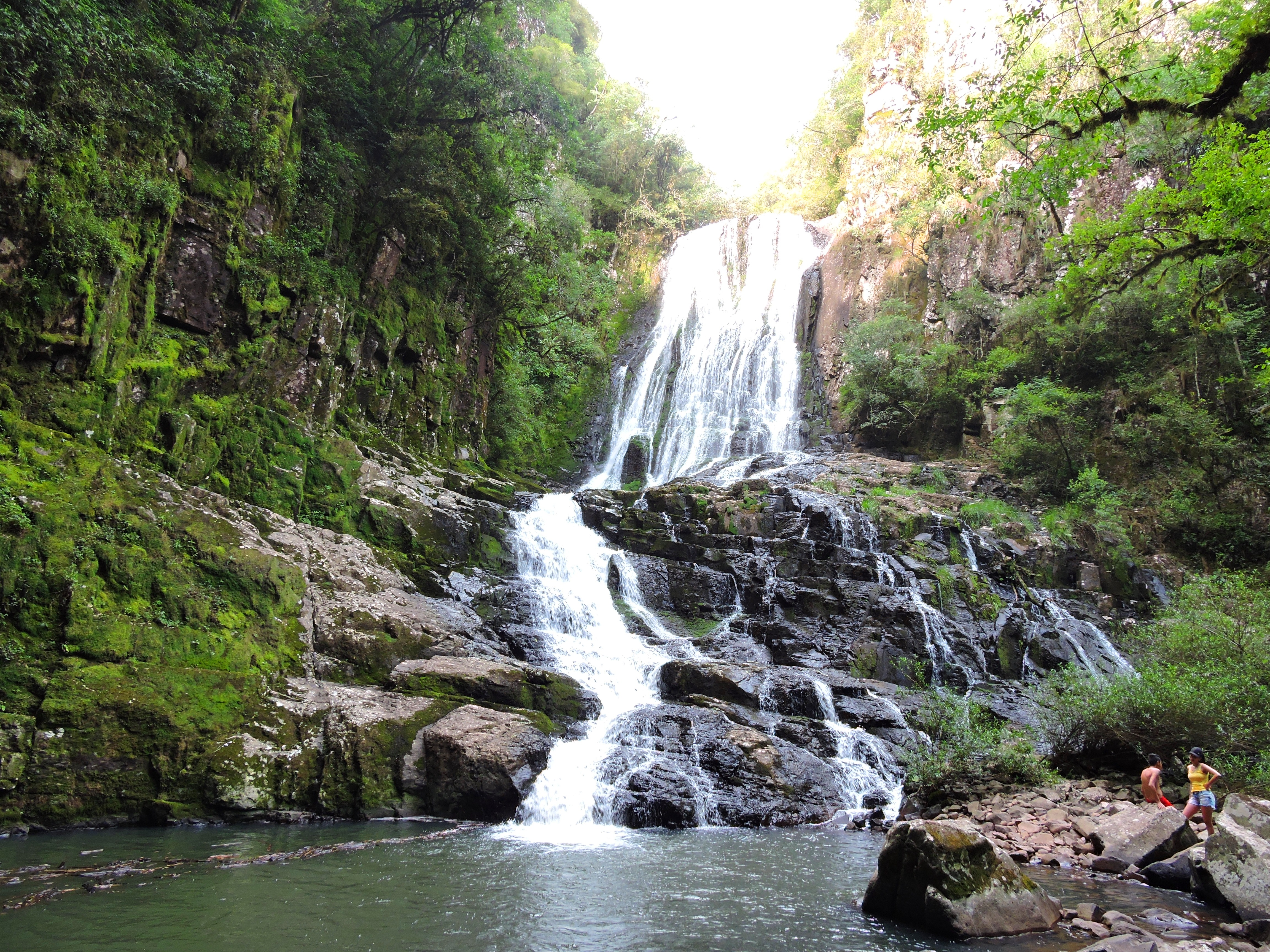
Cascata dos Degraus na divisa dos municípios de Ivorá e Júlio de Castilhos